# Matthew Scott Timmons

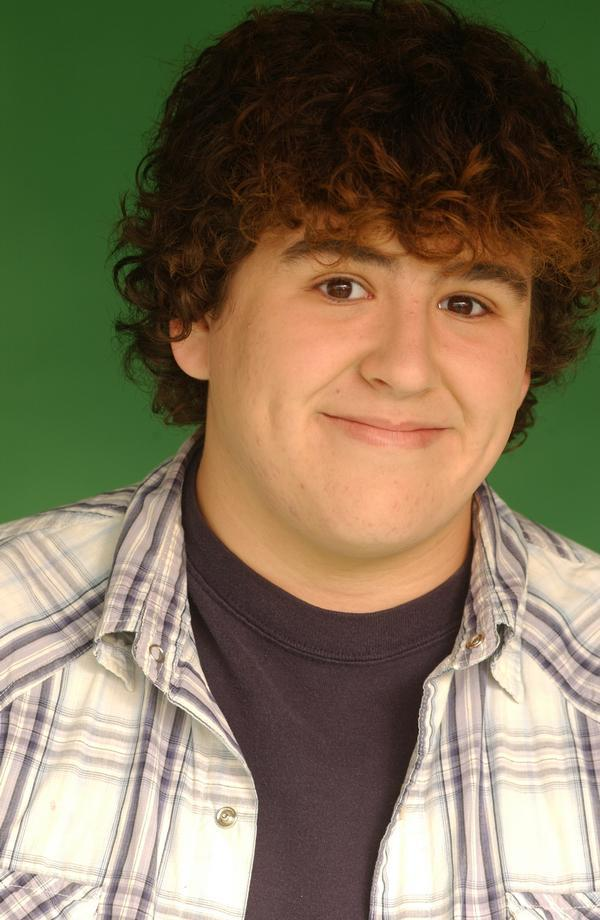
Matthew Scott Timmons

Matthew Timmons (* 14. Januar 1993 in Burbank, Kalifornien) ist ein US-amerikanischer Schauspieler.

## Leben
Timmons ist der Jüngste seiner Geschwister. Er hat einen Bruder und eine Schwester. Bekannt wurde er durch seine Rolle als Woody Fink in der US-amerikanischen Jugend-Sitcom Zack & Cody an Bord. Ebenfalls als Woody Fink war er 2009 in einem Crossover zwischen Die Zauberer vom Waverly Place, Hannah Montana und Zack & Cody an Bord zu sehen. Einen Gastauftritt hatte Timmons 2013 in der Jugendserie Jessie als Agent Max für Handmodels.

## Filmografie
- 2008–2011: Zack & Cody an Bord (The Suite Life on Deck)
- 2009: In Plain Sight – In der Schusslinie (In Plain Sight)
- 2009: Die Zauberer vom Waverly Place (Wizards of Waverly Place)
- 2009: Hannah Montana
- 2013: Jessie (Episode 3x02)